# Melia
Мелія — рід квіткових дерев родини Мелієві (Meliaceae). Назва походить від μελία, грецької назви, використаної Теофрастом (бл. 371 – бл. 287 до н. е.) для Fraxinus ornus. який має схоже листя.

## Види
Станом на березень 2023, Plants of the World Online визнає три види:
- Melia azedarach L. – китайська ягода, бузок перський, кедр білий
- Melia dubia Cav.
- Melia volkensii Gürke

### Раніше віднесені види
- Azadirachta excelsa (Jack) M.Jacobs (як M. excelsa Jack)
- Azadirachta indica A.Juss. (як M. azadirachta L.)
- Cipadessa baccifera (Roth) Miq. (як M. baccifera Roth)
- Dysoxylum parasiticum (Osbeck) Kosterm. (як M. parasitica Osbeck)
- Sandoricum koetjape (Burm.f.) Merr. (як M. koetjape Burm.f.)

## Зовнішні посилання
- Melia L. Atlas of Living Australia.
- Вікісховище має мультимедійні дані за темою: Melia
- Таксономія за темою Melia у Віківидах